# Stosunek prawny
Stosunek prawny – regulowany normami prawnymi stosunek społeczny tetyczny (zależność społeczna) między co najmniej dwoma podmiotami prawa.

## Pojęcie stosunku prawnego
Jest wykorzystywane w naukach prawnych dla opisania zależności między podmiotami prawa. Jest to inne spojrzenie niż właściwe dla analizy normy prawnej jako znaczenie przepisu prawnego. W tym ostatnim przypadku posługuje się ujęciem w pewnym sensie statycznym: na podstawie reguł wykładni W1 i W2 z obowiązujących przepisów P1 i P2 można wyprowadzić normę N. Natomiast dzięki koncepcji stosunku prawnego bierze się pod uwagę dynamikę relacji między ludźmi wynikającego z tego, że prawne obowiązki i uprawnienia uczestników zmieniają się wraz z ich zastosowaniami.
Na przykład zawarcie umowy sprzedaży powoduje powstanie więzi prawnej między stronami, wydanie towaru kupującemu pociąga za sobą obowiązek zapłaty ceny stwierdzonej fakturą. Gdyby zaś cena nie została zapłacona, sprzedawcy będą przysługiwać odsetki za zwłokę itd.

## Powstanie stosunku prawnego
Na tle stosunków społecznych stosunki prawne wyróżniają się tym, że ich powstawanie, elementy składowe, zmiana i ustanie jest związane z treścią obowiązującego prawa. Stosunki prawne powstają w wyniku zaistnienia wydarzeń zwanych faktami prawnymi.
Treść stosunków społecznych, jakimi są relacje lub oddziaływania zachodzące między ludźmi żyjącymi w społeczeństwie, może, ale nie musi być determinowana treścią stosunków prawnych i vice versa.

## Podziały stosunków prawnych
- według przedmiotu regulacji (gałąź prawa):
  - stosunek cywilnoprawny,
  - stosunek administracyjnoprawny,
  - stosunek karnoprawny (jego wyodrębnianie jest sporne w nauce prawa, a dotyczy obowiązku naprawienia szkody wyrządzonej przestępstwem, obowiązku przeproszenia osoby pokrzywdzonej i uiszczenia tzw. zadośćuczynienia),
  - stosunek publicznoprawny,
  - stosunek prawnopodatkowy[2];
- według trwałości bądź celu:
  - stosunek prawny materialny (materialnoprawny) – wynika z prawa materialnego, np. co do zasady kodeks cywilny,
  - stosunek procesowy (formalny, formalnoprawny) – podczas trwania postępowania rozstrzygającego o kształcie (istnieniu, nieistnieniu, zmianie) stosunku materialnoprawnego (wynika z prawa procesowego, np. co do zasady kodeks postępowania cywilnego);
- według sposobu określenia strony:
  - stosunek jednostronnie zindywidualizowany – stosunek prawny, w których po jednej stronie występuje jakiś konkretny podmiot prawa, a po drugiej wszystkie inne podmioty prawa[3],
  - stosunek dwustronnie lub wielostronnie zindywidualizowany – stosunek prawny, w którym po obydwu (wszystkich) stronach występuje konkretny podmiot prawa,
  - obustronnie niezindywidualizowany – stosunek prawny, w którym po żadnej jego stronie nie występuje konkretny podmiot prawa;
- według powiązań między uprawnieniem jednej strony, a obowiązkiem drugiej:
  - prosty – tylko jedna strona jest zobowiązana, a druga tylko uprawniona,
  - złożony – strony pozostają zarówno zobowiązane, jak i uprawnione;
- ze względu na podmiotowy zakres obowiązywania (nie należy mylić tego podziału z podziałem umów cywilnoprawnych na abstrakcyjne i kauzalne):
  - abstrakcyjny (generalny) – stosunek prawny, o którym stanowi ogólne prawo i którego podmioty są abstrakcyjne (np. sprzedawca i kupujący, o jakich jest mowa w art. 535-595 Kodeksu cywilnego)[4],
  - konkretny (realny, empiryczny) – stosunek prawny, którego podmiotami są podmioty prawa istniejące w rzeczywistości i na jakie składają się uprawnienia i obowiązki takich faktycznie istniejących podmiotów prawa[5];
- stosunek zobowiązaniowy – istnieje, gdy normy prawne nakazują wykonać określonemu podmiotowi odpowiednie świadczenie na rzecz innego podmiotu;
- stosunek kompetencyjny – istniejący w przypadku, gdy jeden podmiot podlega innemu podmiotowi (np. ze względu na wydaną przez podmiot decyzję).

## Elementy stosunku prawnego
Na stosunek prawny składają się takie elementy jak:
- podmioty (uczestnicy),
- treść (przedmiot stosunku prawnego),
- przedmiot przedmiotu stosunku prawnego[6].

Podmioty stosunku prawnego:
1. W polskim prawie prywatnym:
- osoba fizyczna,
- nasciturus (dziecko poczęte, ale jeszcze nie narodzone) pod warunkiem, że urodzi się żywe
- osoba prawna,
- ułomna osoba prawna (a więc jednostka organizacyjna nieposiadająca osobowości prawnej, której ustawa przyznaje zdolność prawną)[7].

2. W prawie administracyjnym i prawie konstytucyjnym:
- państwo,
- władze publiczne,
- jednostki samorządu terytorialnego i ich związki,
- naród,
- ludzie,
- człowiek,
- obywatel,
- cudzoziemiec,
- apatryda,
- rezydent,
- nierezydent,
- podatnik,
- wyborca,
- poseł,
- senator,
- uczelnia wyższa,
- związek wyznaniowy itp.,
- w tym także osoba fizyczna, osoba prawna i ułomna osoba prawna, ewentualnie inna jeszcze jednostka organizacyjna oraz poszczególne organy państwowe, organy samorządowe czy organy władzy publicznej[8].

3. W prawie karnym i prawie wykroczeń
- osoby fizyczne jako adresaci pierwotni,
- określone organy państwowe (albo funkcjonariusze publiczni) jako adresaci wtórni (np. sąd, prokurator, Policja),
- ewentualnie państwo lub członkowie społeczeństwa ujmowani w ogólności[9].

4. W prawie międzynarodowym publicznym 
- państwa,
- rządowe organizacje międzynarodowe,
- w pewnym zakresie jednostki,
- w pewnym zakresie zbiorowości jednostek[10].

Treścią stosunku prawnego, inaczej jego przedmiotem, jest tzw. więź prawna (łac. vinculum iuris) między  podmiotami stosunku prawnego. Treść tę tworzą zawsze: uprawnienie i obowiązek.
Uprawnienie polega na możliwości żądania, aby ktoś zachował się w jakiś określony sposób (podjął pewne działania, zaniechał pewnych działań lub znosił pewne cudze działania).
Obowiązek polega na wymogu postąpienia w jakiś określony sposób (podjęcia pewnych działań, zaniechania pewnych działań lub znoszenia pewnych cudzych działań).
Przedmiotem  przedmiotu stosunku prawnego jest materialny lub niematerialny obiekt, którego dotyczą obowiązki i uprawniania podmiotów stosunku prawnego. Obiektem takim mogą być w szczególności:
- rzeczy rozumiane jako wyodrębnione przedmioty materialne oraz części powierzchni skorupy ziemskiej – a wiec tzw. ruchomości i nieruchomości, w tym grunty oraz ewentualnie budynki trwałe z gruntami związane lub części takich budynków,
- energie, ciecze, gazy i kopaliny,
- zwierzęta i rośliny,
- dobra niematerialne, jak: dobra osobiste (np. cześć, renoma, imię i nazwisko), dobra niematerialne intelektualne (np. utwory literackie, artystyczne i naukowe, wynalazki, wzory użytkowe i przemysłowe), uczciwa konkurencja, tajemnica przedsiębiorstwa (tzw. know-how) itp.,
- pieniądze i inne środki płatnicze,
- papiery wartościowe (np. akcje, weksle, czeki),
- znaki legitymacyjne (np. numerek w szatni)[13].